# Billy Talent III
Billy Talent III è il terzo album di studio del gruppo emo/pop punk canadese Billy Talent.

## Tracce
1. Devil on My Shoulder – 3:49
2. Rusted from the Rain – 4:13
3. Saint Veronika – 4:09
4. Tears into Wine – 4:12
5. White Sparrows – 3:14
6. Pocketful of Dreams – 3:21
7. The Dead Can't Testify – 4:27
8. Diamond on a Landmine – 4:30
9. Turn Your Back – 3:22
10. Sudden Movements – 3:39
11. Definition of Destiny – 4:03

Versione iTunes
1. Bloody Nails + Broken Hearts – 3:37
2. Devil on My Shoulder (Demo) – 4:07

Versione tedesca
1. Don't Need to Pretend (Esclusiva di Musicload.de) – 3:45

## Edizione Speciale "Guitar Villain"
Oltre ad avere tutti i brani, la versione "Guitar Villain" dell'album (Doppio CD) contiene tutte le tracce dell'album senza le parti della chitarra (Chiamate appunto "Guitar Villain") più gli spartiti e, nel secondo CD, sono contenute 4 versioni demo:
1. Tears into Wine (Demo) – 3:51
2. White Sparrows (Demo) – 3:58
3. Pocketful of Dreams (Demo) – 3:42
4. Turn Your Back (Demo) – 3:22

## Formazione
- Benjamin Kowalewicz - voce
- Ian D'Sa - chitarra
- Jonathan Gallant - basso
- Aaron Solowoniuk - batteria
- Brendan O'Brien - batteria